# Eunidia subbifasciata
Eunidia subbifasciata är en skalbaggsart som först beskrevs av Heller 1924.  Eunidia subbifasciata ingår i släktet Eunidia och familjen långhorningar.
Artens utbredningsområde är Filippinerna. Inga underarter finns listade i Catalogue of Life.